# Havanský filmový festival
Havanský filmový festival (Festival Internacional del Nuevo Cine Latinoamericano de La Habana) je nejvýznamnější filmový festival Latinské Ameriky. Festival založil v roce 1979 Alfredo Guevara. Koná se v kubánském hlavním městě Havaně každý rok v prosinci. Pořádá ho El Instituto Cubano del Arte e Industria Cinematográficos. Na festivalu soutěží hrané, dokumentární i animované filmy. Hlavní cena se nazývá Gran Premio Coral. Mezi jejími držiteli jsou například Tomás Gutiérrez Alea, Fernando Solanas nebo Andrucha Waddington.

## Vítězové festivalu
- 2012: No (Chile)
- 2011: El Infierno (Mexiko)
- 2010: La vida útil (Uruguay)
- 2009: La teta asustada (Peru)
- 2008: Tony Manero (Chile)
- 2007: Luz silenciosa (Mexiko)
- 2006: O Céu de Suely (Brazílie)
- 2005: Iluminados por el fuego (Argentina)
- 2004: Whisky (Uruguay)
- 2003: Suite Habana (Kuba)
- 2002: Ciudad de Dios (Brazílie) a Tan de repente (Argentina)
- 2001: La Ciénaga (Argentina)
- 2000: Eu Tu Eles (Brazílie)
- 1999: Garage Olimpo (Argentina)
- 1998: La vida es silbar (Kuba)
- 1997: Martín (Hache) (Argentina/Španělsko)
- 1996: Profundo carmesí (Mexiko)
- 1995: El callejón de los milagros (Mexiko)
- 1994: Principio y fin (Mexiko)
- 1993: Jahody a čokoláda (Fresa y chocolate) (Kuba)